# Andiperla willinki
Genre
Espèce
Andiperla willinki est une espèce d'insectes plécoptères de la famille des Gripopterygidae, la seule du genre Andiperla.

## Distribution
Cette espèce se rencontre en Amérique du Sud, en Argentine et au Chili au sud du 48e parallèle sud.

## Description
Cette espèce est rouge et noir, elle mesure 15 mm de long.
Cet insecte présente la particularité de pouvoir survivre à l'air libre, sur un glacier, aussi bien que dans l'eau, sous le glacier, dans des conditions de températures extrêmes. Ce mode de vie particulier peut être associé à la présence de branchies anales (trachéobranchies) qui représentent un caractère néoténique chez l'adulte, puisqu'il s'agit originellement d'un caractère larvaire chez les insectes.
En 2001, il a été observé sur un glacier de Patagonie dans le parc national Torres del Paine. À cette occasion, il a été surnommé Dragon de patagonie par l'équipe de tournage.

## Publication originale
- Aubert, 1956 : Andiperla willinki n. sp., Plécoptère nouveau des Andes de Patagonie. Mitteilungen der Schweizerischen Entomologischen Gesellschaft, vol. 29, p. 229-252.